# Polyetheen
Polyetheen (PE), verouderd polyethyleen, is een polymeer van etheen. Ook de verouderde naam wordt veel gebruikt, en is in feite nog de meest courante benaming bij de producenten en verbruikers van deze kunststof.
Vroeger werd polyetheen ook als polymethyleen aangeduid omdat het ook gezien kan worden als een keten van aaneengeschakelde methyleengroepen. Omdat het tegenwoordig gemaakt wordt door etheen te koppelen in ketens, is de naam nu polyetheen. Polyetheen is een veel gebruikt materiaal, in feite de meestgebruikte kunststof (plastic).

## Productieproces
Polyetheen wordt gemaakt door polymerisatie van etheen. Etheen wordt verkregen door het kraken van onder andere nafta, een licht derivaat van aardolie. Geschat wordt dat 1,2% van de ontgonnen aardolie gebruikt wordt om polyetheen te produceren.
Polyetheen wordt gesynthetiseerd door een radicalaire polymerisatie van etheen:

## Giftigheid enmilieubelasting
Zoals in bovenstaande molecuulformule van polyetheen te zien is, bevat het alleen koolstofatomen (C) en waterstofatomen. Bij volledige verbranding in een afvalverbrandingsinstallatie ontstaan daaruit alleen de niet-giftige stoffen koolstofdioxide en water. Het verbranden van zuiver polyetheen levert dan ook geen direct gevaar op voor mens en milieu. Er wordt echter geen zuiver polyetheen op de markt gebracht, omdat polyetheen nauwelijks zonlichtbestendig is en vanuit zichzelf een wit product is. Daarom worden er tijdens het fabricageproces altijd additieven toegevoegd om polyetheen uv-bestendig te maken of om het andere gewenste eigenschappen te geven. De eindverwerker voegt er vervolgens nog kleurstoffen aan toe om het de door de afnemer gewenste kleur te geven. Al deze additieven zorgen voor de zeer zwarte rook die te zien is bij het verbranden van polyetheen of andere kunststoffen. Om die reden is het ongecontroleerd verbranden van kunststoffen zeer belastend voor het milieu.
Ook, vooral bij brand in huis, bestaat het risico dat het polyetheen onvolledig verbrandt, waarbij naast koolstofdioxide het voor mens en dier giftige koolstofmonoxide ontstaat. Hiervan is bij de meeste organische materialen (stoffen die het element koolstof bevatten) sprake.
Net als andere kunststoffen wordt polyetheen niet snel door bacteriën afgebroken,  waardoor het lang in het milieu kan rondzwerven. Als het in het oppervlaktewater komt, wordt het afgevoerd naar de zee en komt het na jaren in de oceanen terecht bij de zogeheten plasticsoep. Door de zeestroming wordt het afval daarnaartoe gebracht en hoopt het zich op.
Daar staat tegenover dat het goed te recyclen is, omdat het als thermoplast kan worden omgesmolten. Dat is echter in 2008 alleen voor het hogedichtheidstype (PE-HD 02) economisch haalbaar, niet voor het lagedichtheidstype (PE-LD 04). PE-LD 04 mag bij plasticafval. Omdat voor recycling materialen naar soort gescheiden moeten worden en de soort niet altijd te zien is, wordt op polyetheenproducten een van de volgende twee materiaalcodes afgedrukt:
Sinds 24 maart 2022 is uit onderzoek gebleken dat polyetheen zich in de menselijke bloedbaan kan bevinden. Onbekend is in hoeverre dit schadelijk is voor de gezondheid.

## Classificatie van polyetheen
Polyetheen kan in twee verschillende processen worden gemaakt:
- hogedichtheidpolyetheen (HDPE of PE-HD) wordt gemaakt bij lage druk, met behulp van een katalysator.
- lagedichtheidpolyetheen (LDPE of PE-LD) wordt bij hoge druk gemaakt, zo'n 200 MPa (= 2000 bar).

Deze namen leiden frequent tot verwarring (merk op dat HDPE niet bij hoge druk wordt geproduceerd en LDPE wel).
- Bij lage druk ontstaan lineaire ketens waardoor de stof kristallijn is opgebouwd.
- Bij hoge druk ontstaat een polymeer met een hoge vertakkingsgraad waardoor de stof weinig kristallijn wordt. Een uitzondering is lineair lagedichtheidpolyetheen (LLDPE) dat wél hoofdzakelijk lineaire ketens bevat.

De dichtheid van deze polymeren is ongeveer
- voor HDPE ca. 0,95 tot 0,97 g/cm3
- voor LDPE ca. 0,91 tot 0,94 g/cm3
- voor LLDPE ca. 0,93 g/cm3

UHPE of UHMWPE (ultra-high-molecular-weight PE) is een vierde variant. Dit type polyetheen wordt onder andere gebruikt voor de supersterke vezels zoals Dyneema.
XLPE (crosslinked polyethene) ontstaat door polyetheen te vulkaniseren, waardoor het eigenschappen krijgt van een elastomeer. XLPE wordt veel toegepast als isolatiemateriaal in elektriciteitskabels.

## Toepassingen

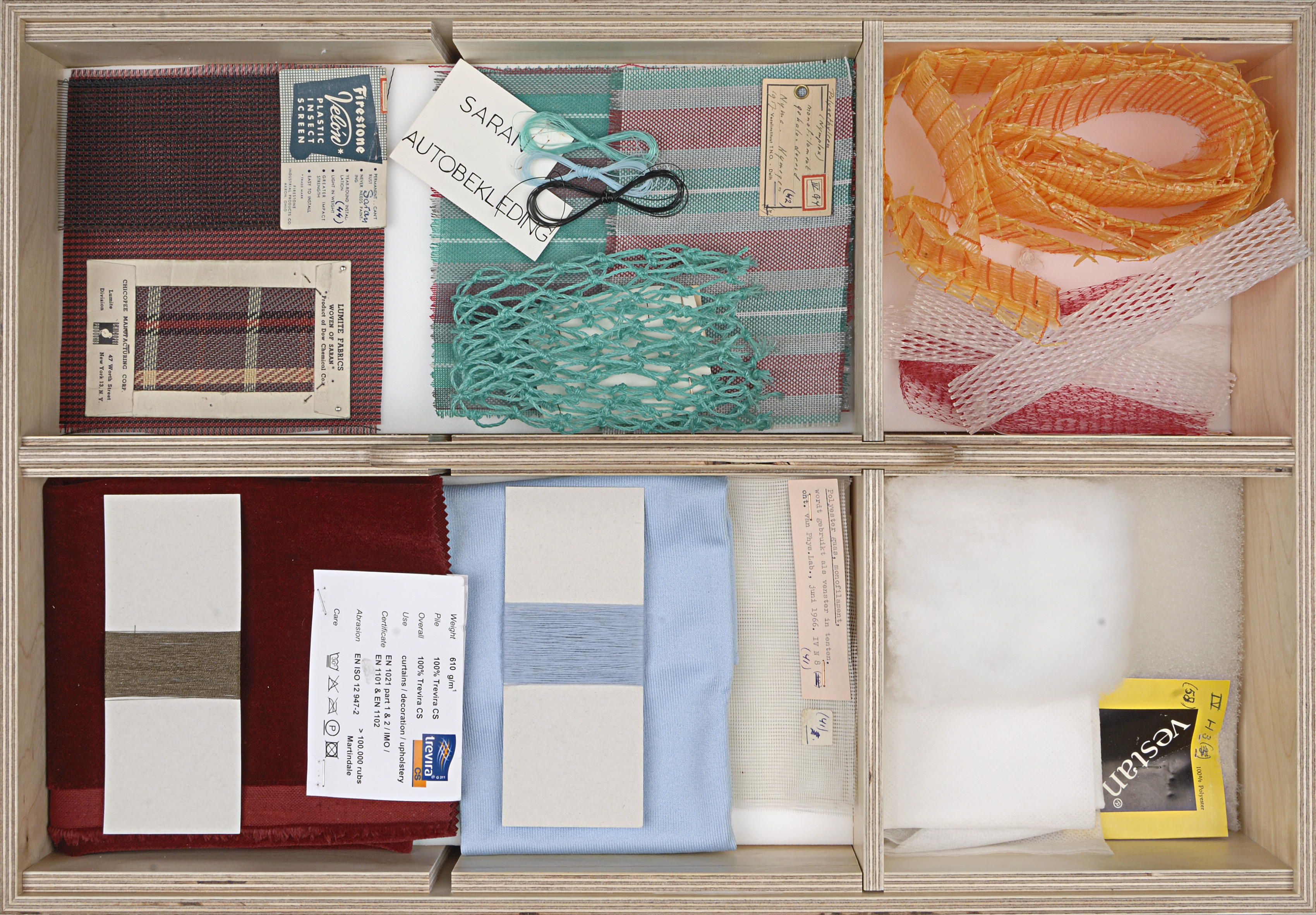
Polyetheen/polyester, lade Textielwarenkast, TextielMuseum Tilburg

Door het smelten van de korrels kan men deze omzetten in diverse eindtoepassingen zoals plastic flesjes, plastic zakjes, verpakkingsfilm, mantels van elektrische kabels, water- en gasleidingen en technische vezels. Bij toepassing in flexibele waterleidingen met kleine diameter wordt LDPE ook wel aangeduid met 'tyleen'. Leidingen met een grote diameter worden doorgaans gemaakt van PE100.
LDPE kan worden belast tot een temperatuur van 70 graden Celsius.
HDPE kan worden belast tot een temperatuur van 90 graden Celsius.
Kortstondig 20 graden meer.

### Buissystemen
Polyetheen wordt ook gebruikt voor gas-, drinkwater- en rioolwaterleidingen. Vanwege de stijfheid is polyetheen geschikt voor leidingen die onder druk staan.
Dit is ook de reden dat er vaak mantelbuizen van gemaakt worden. Hierdoor worden de kabels en/of leidingen die erdoorheen lopen beschermd.

## Producenten
De grootste Europese polyetheenproducenten zijn LyondellBasell, INEOS, Borealis, Dow Chemical, SABIC, Versalis en Repsol. Enkele producenten van polyetheen-buissystemen zijn: Dyka, Wavin en Pipelife.